# Noël Devaulx
Pour les articles homonymes, voir Devaulx.
René Forgeot, connu en littérature sous le pseudonyme de Noël Devaulx, est un nouvelliste et romancier français, né le 9 décembre 1905 à Brest et mort à Valence (Drôme) le 9 juin 1995.

## Biographie
Après avoir dû renoncer, pour des raisons de santé, à la carrière maritime, René Forgeot devient Ingénieur diplômé de l'École Supérieure d'Électricité. Soutenu par Boris de Schloezer, il entre en littérature sous le nom de Noël Devaulx, avec « Le Mont Coelius », paru le 15 juillet 1938 dans le numéro 3 de la revue Mesures, que dirige Jean Paulhan. Suivent des textes magistraux, hantés par la thématique du sang, des gaz et des déportations, qui paraissent pendant la guerre, notamment dans les revues de Pierre Seghers, Poésie ; de Max-Pol Fouchet, Fontaine ; et de René Tavernier, Confluences. En pleine occupation, l'auteur disait que « le Pressoir mystique » ne pouvait être mis entre toutes les mains : de fait, le collaborationniste Pierre Drieu La Rochelle émit quelques réserves. L'ensemble plaçait Noël Devaulx au rang des plus grands. Son premier recueil de nouvelles, L'Auberge Parpillon paraît chez Gallimard en 1945. En 1948, Albert Béguin publie finalement à Neuchâtel, dans sa collection des « Cahiers du Rhône », Le Pressoir mystique. Dès ce moment, le narrateur apparaît à la fois comme un classique, par la maîtrise et le dépouillement du style, et comme un fantastique, par son goût de l'atmosphère fabuleuse et la perpétuelle présence de suggestions métaphysiques ou oniriques : personnages doués d'une « nature plus qu'humaine » comme La Dame de Murcie, dont les yeux possèdent un pouvoir énigmatique et irréfutable.
Jean Paulhan, dans sa « Post-face » de 1945, écrit qu'il est « déjà très louable d'écrire des paraboles » : il veut voir dans Noël Devaulx un des conteurs capables de tirer le lecteur hors du « petit monde où nous sommes enfermés, entre la métaphysique allemande et le roman américain (qui s'entendent très bien, qui ont conclu une sorte de pacte, on ne sait pourquoi ! ». Serait-ce la double raison de sa relégation ? « Théâtre d'ombres », selon l'expression de H. Ronse (NRF, 2, 1967) mais où l'évidente existence de ces ombres même est comme la gravure en creux de nostalgie du spirituel et du sacré.

## Œuvres
- 1945 L'Auberge Parpillon, Nouvelles, post-face de Jean Paulhan, Éditions Gallimard
- 1948 Le Pressoir mystique, nouvelles, Neuchâtel, Éditions La Baconnière - Paris, Éditions du Seuil
- 1949 Compère, vous mentez!..., récit, Éditions Gallimard, collection « Métamorphoses »
- 1952 Sainte Barbegrise, Récit, Éditions Gallimard
- 1955 Bal chez Alféoni, Contes, Éditions Gallimard
- 1961 La Dame de Murcie, Éditions Gallimard
- 1966 Frontières, Éditions Gallimard
- 1974 Avec vue sur la zone, Éditions José Corti (Prix des Critiques)
- 1977 Le Lézard d'immortalité, Éditions Gallimard, Prix de la nouvelle de l'Académie Française
- 1979 La Plume et la racine, Nouvelles, Éditions Gallimard
- 1981 Le Manuscrit inachevé, Éditions Gallimard (Prix Valéry Larbaud)
- 1983 Le Vase de Gurgan, Nouvelles, Éditions Gallimard
- 1985 Le Visiteur insolite, Nouvelles, Éditions Gallimard
- 1986 Instruction civique, Éditions Gallimard
- 1989 Capricieuse Diane, Nouvelles, Éditions Gallimard
- 1993 Mémoires du perroquet Papageno, Éditions Dumerchez
- 1994 Visite au palais pompéien, Éditions Gallimard